# Blöndulón
 (septembre 2023).
Si vous disposez d'ouvrages ou d'articles de référence ou si vous connaissez des sites web de qualité traitant du thème abordé ici, merci de compléter l'article en donnant les références utiles à sa vérifiabilité et en les liant à la section « Notes et références ».
La Blöndulón est un lac de barrage de 57 km2 situé dans les Hautes Terres d'Islande. Il a été créé en 1984-1991 pour servir de réservoir à la centrale hydroélectrique de Blanda.
Il se trouve à 25 km environ au nord de Hveravellir. Sa plus grande profondeur est de 39 m.